# Streptosiphon
- Commons
- Wikispecies

Streptosiphon Mildbr., 1935, segundo o Sistema APG II, é um gênero botânico da família Acanthaceae, existente nas regiões tropicais da África.

## Espécie
- Streptosiphon hirsutus